# Trần Liễu
Trần Liễu (chữ Hán: 陳柳; 1210 - 1251), hay An Sinh vương (安生王) hoặc Khâm Minh Đại vương (欽明大王), một tông thất vương công thuộc hoàng tộc nhà Trần trong lịch sử Việt Nam. Ông là trưởng tử của Trần Thái Tổ (Trần Thừa) và là anh cả của Trần Cảnh - vị hoàng đế đầu tiên của triều đại nhà Trần.
Ngoài việc là anh của Trần Thái Tông, ông còn là nhân vật chính trị có vai trò đặc biệt trong chế độ nhà Trần thuở ban đầu. Về sau, ông trở thành nhân tố mấu chốt trong sự kiện năm Đinh Dậu (1237), khi vợ của ông là Thuận Thiên Công chúa bị đem vào cung và trở thành hoàng hậu của Trần Thái Tông. Sự việc này khiến Trần Liễu phát sinh biến loạn tại sông Cái, và dù nhanh chóng bị dẹp yên, thế nhưng sự kiện này cũng hình thành nên vết rạn nứt trong mối quan hệ giữa ông và em trai. Cột mốc này tạo nên sự rạn nứt giữa hai nhánh lớn nhất của hoàng thất nhà Trần: nhánh hậu duệ kế vị của Trần Thái Tông và nhánh con cháu của Trần Liễu. Về sau đến tận thời Trần Anh Tông Trần Thuyên, giữa hoàng thất và con cháu của Trần Liễu luôn có hôn nhân nội tộc, đây thường được cho là một hình thức khiến hai phân nhánh này xóa bỏ mâu thuẫn của cha ông, đồng thời còn là một biện pháp kiểm soát của hoàng thất đối với nhánh Trần Liễu.
Bên cạnh vai trò chính trị đặc biệt, Trần Liễu còn được chú ý vì là cha ruột của nhiều nhân vật lịch sử rất quan trọng của triều Trần, bao gồm Tuệ Trung Thượng Sĩ Trần Quốc Tung, Hoàng hậu của Trần Thánh Tông là Nguyên Thánh Thiên Cảm Hoàng hậu Trần Thị Thiều và Hưng Đạo Đại vương Trần Quốc Tuấn - một nhân vật nổi tiếng nhất nhì trong lịch sử Việt Nam.

## Thân thế
Trần Liễu sinh vào khoảng niên hiệu Kiến Gia thứ 1 (1211), quê Tức Mạc, Thiên Trường (Nam Định). Ông là trưởng tử của Trần Thừa, không rõ mẹ là ai, thông thường đều mặc định là Lê Thị Thái - vợ cả của Trần Thừa và là mẹ ruột của Trần Thái Tông Trần Cảnh. Theo thông tin hiện có, Trần Liễu có lẽ là trưởng tử trong số những người con của Trần Thừa, dưới Liễu là Trần Thái Tông, Khâm Thiên Đại vương Trần Nhật Hiệu. Ngoài ra còn có Thụy Bà công chúa, Thiên Thành công chúa và người anh em trai ngoài giá thú là Hoài Đức vương Trần Bà Liệt, cả ba hiện đều không rõ thứ tự trong nhà.
Khi ông sinh ra và trưởng thành, họ Trần lúc đó dẫn đầu là Trần Lý đang là thế lực quân phiệt có sức ảnh hưởng tại thôn Lưu Gia, buộc vị thái tử của nhà Lý là Lý Hạo Sảm phải nương nhờ gia tộc này. Sau khi cô của Trần Liễu là Trần Thị Dung gả cho thái tử, gia tộc họ Trần chính thức tham gia vào cuộc chiến chính trị khi ấy. Thái tử lên ngôi, tức Lý Huệ Tông, gia tộc họ Trần lại bị xoay vần vì tình hình chính trị phức tạp và dã tâm của người chú Trần Tự Khánh - một người không hề giấu diếm việc muốn thao túng hoàng gia nhà Lý. Tới giai đoạn năm Bính Tý thời kỳ Kiến Gia (1216), lúc này Trần Liễu lên 6 tuổi, chính quyền nhà Lý cơ bản hoàn toàn nằm trong tay họ Trần, sau khi Lý Huệ Tông quyết định nương nhờ người chú Trần Tự Khánh đồng thời sách lập Trần thị làm hoàng hậu.
Không rõ vào thời gian nào, Trần Liễu cuối cùng được ban hôn với Thuận Thiên Công chúa Lý Ngọc Oanh, chị của Lý Chiêu Hoàng, con gái lớn nhất của Lý Huệ Tông đồng thời còn là chị em họ của ông, vì mẹ của Thuận Thiên là Trần Hoàng hậu. Dù còn nhỏ, Trần Liễu cũng giống con trai Trần Hải của Trần Tự Khánh đều được nhà Lý ban tước vị vương hầu, trong khi Hải là tước Vương thì Liễu là Quan nội hầu (關內侯). Tuy nhiên không rõ vào năm nào, Trần Liễu lại một lần nữa thụ phong tước vương, vị hiệu là Phụng Càn vương (奉乾王). Theo tài liệu văn bản cố được gọi là Trần triều thế phả hành trạng, trước khi lấy Thuận Thiên thì bản thân Trần Liễu đã có người vợ tên là "Trần Thị Nguyệt", tức Thiện Đạo Quốc mẫu, vì Thuận Thiên là công chúa, phải là chính thất, nên Thiện Đạo liền thành thiếp thất.

## Tiểu sử
Năm Giáp Thân, Kiến Gia năm thứ 14 (1224), Chiêu Thánh công chúa Lý Thiên Hinh được Huệ Tông truyền ngôi, sử gọi là Lý Chiêu Hoàng. Người chú họ và cô ruột của Trần Liễu, Điện tiền chỉ huy sứ Trần Thủ Độ cùng hoàng hậu của Huệ Tông là Trần thị, đã sắp xếp rất nhiều anh em của Trần Liễu thuộc gia tộc họ Trần vào cung. Em trai ông là Trần Cảnh vào cung làm quan nội thị để phục vụ gần vị nữ hoàng đế. Trong thời gian đó, Trần Cảnh và Chiêu Hoàng gần gũi với nhau, dẫn đến việc Chiêu Hoàng nhường ngôi cho Trần Cảnh vào cuối năm sau (1225), chấm dứt triều đại nhà Lý tồn tại hơn 200 năm.
Sau khi Trần Cảnh lên ngôi thì tự xưng là Văn Hoàng (文皇), Chiêu Hoàng bị đổi thành "Chiêu Thánh" và được sách lập làm hoàng hậu. Năm Mậu Tý, Kiến Trung năm thứ 4 (1228), vào tháng 8 (âm lịch), ông được Thái Tông phong cho làm Thái úy, một chức vụ khiến ông được dự hàng tể tướng dù lúc đó ông chỉ mới 17 tuổi. Đến năm Giáp Ngọ (1234), sau khi cha của hai người là Thái thượng hoàng Trần Thừa qua đời, Trần Liễu vì là đại ca nên được Thái Tông ban vị trí "Phụ chính" (輔政) với tư cách thái úy, đồng thời được sách phong vị hiệu làm Hiển Hoàng (顯皇). Từ thời kỳ Chiêu Hoàng và đến Thái Tông tự xưng "Văn Hoàng", có thể thấy hậu tố -Hoàng đều do một hoàng đế tự xưng, điều này cho thấy Trần Thái Tông rất cất nhắc ông, từ đây ông chính thức ra chính trường phụ chính cho Thái Tông bên cạnh Thái sư Trần Thủ Độ. Việc sách phong anh trai làm "Hiển Hoàng" của Trần Thái Tông khiến Ngô Sĩ Liên bất bình, cho rằng tuy là anh trai nhưng Liễu chỉ là thần tử, Thái Tông ban phong hiệu cho anh trai ngang với danh xưng hoàng đế đã khiến "Danh không chính, ngôn không thuận, thế thì việc không thành". Tuy nhiên không lâu sau đó, vào năm Bính Thân (1236), Trần Liễu khi ấy làm chức Tri sự của Thánh Từ cung nhưng nổi tính cưỡng gian một cung phi cũ triều Lý tại cung Lệ Thiên. Nhân tội này, Trần Liễu bị giáng làm Hoài vương (怀王).
Năm Đinh Dậu, Thiên Ứng Chính Bình năm thứ 6 (1237), vì Thái Tông lấy Chiêu Thánh mãi không có con, Thái sư Trần Thủ Độ cùng Thiên Cực công chúa lên kế sách đưa Thuận Thiên - lúc ấy đã có mang 3 tháng - vào cung làm hoàng hậu thay thế, giáng Chiêu Thánh làm công chúa, đứa trẻ sinh ra là Tĩnh Quốc đại vương Trần Quốc Khang. Trước tình cảnh đó, Trần Liễu phẫn uất họp quân nổi dậy ở sông Cái rất dữ, Trần Thái Tông cảm thấy hổ thẹn nên bỏ đi lên núi Yên Tử và không chịu về cung điện, nhưng sau khi bị Trần Thủ Độ gây sức ép thì Thái Tông cũng đành phải quay về. Nổi loạn được 2 tuần, Trần Liễu biết không làm gì được phải đóng giả làm người đánh cá trốn lên thuyền Thái Tông xin tha tội. Khi ấy Trần Thủ Độ biết được, cầm gươm đến định giết Liễu nhưng Thái Tông lấy thân mình che cho Liễu, do đó mới thoát được bị nghị tội. Thái Tông tha tội Trần Liễu nhưng quân lính theo ông nổi loạn thì đều bị giết. Để an ủi ông, Trần Thái Tông lấy các đất An Phụ, An Dưỡng, An Sinh, An Hưng và An Bang cho ông làm ấp thang mộc, và sửa phong hiệu là An Sinh vương (安生王). Dù rằng nhận ở thế thua cuộc và tự xin hàng, Trần Liễu vẫn rất hậm hực và bất mãn với em trai mình, đến tận khi chết thì Trần Liễu vẫn giữ mối thù này mà không buông bỏ được. Biểu hiện rõ nhất của tâm lý này chính là việc Trần Liễu tìm người đào tạo con trai thứ là Trần Quốc Tuấn khi nghe thầy xem tướng nói Quốc Tuấn có tướng đại quý, dồn rất nhiều tâm huyết để đào tạo Quốc Tuấn giỏi giang hòng uy hiếp con cháu của Thái Tông.
Năm Tân Hợi, Thiên Ứng Chính Bình năm thứ 20 (1251), Trần Liễu sắp hấp hối, ông dặn người con trai của mình là Trần Quốc Tuấn phải cướp ngôi nhà Trần từ tay hậu duệ Trần Thái Tông, cụ thể câu nói là: "Con không vì cha lấy được thiên hạ, thì cha chết dưới suối vàng cũng không nhắm mắt được?". Và tuy rằng Quốc Tuấn nhận lời vì đạo hiếu đối với cha mình, nhưng trong thâm tâm không cho điều này là đúng. Vào tháng 4 (âm lịch) năm ấy, Trần Liễu qua đời, hưởng dương 41 tuổi, gia tặng làm "Đại vương", không rõ mộ táng ở khu vực nào. Về sau ông được truy thụy hiệu là "Khâm Minh Đại vương".

## Trang ấp và đền thờ
Trần Liễu được nhà Trần ban đất vùng Ngũ Yên (Yên Sinh, Yên Phụ, Yên Dưỡng, Yên Bang, Yên Hưng) để làm điền trang, thái ấp. Ông đã chọn đất Yên Sinh hay An Sinh để lập trung tâm thái ấp của mình nay nay thuộc thành phố Đông Triều. Ngày nay, khu vực này gần như bao gồm Khu di tích quốc gia đặc biệt nhà Trần tại Đông Triều.
Sau khi Trương Phụ đánh bại nhà Hồ, chính quyền triều Minh đã cho tàn phá tất cả những di tích của nước Đại Việt xưa, cũng gây nên tổn thất nghiêm trọng về thông tin cụ thể phần mộ địa của hoàng tộc nhà Trần. Ngày nay, tượng thờ của Hưng Đạo vương Trần Quốc Tuấn đặt tại đỉnh An Phụ, thấp hơn đền Trần Liễu.
Đền thờ ông ở núi An Phụ, được gọi là đền Cao An Phụ. Ngày mất của ông không được chính sử truyền lại, dân gian lấy ngày 1 tháng 4 âm lịch (tức 23 tháng 4 năm 1251) trở thành ngày hội của đền Cao.

## Gia đình
- Thê thiếp: Sử không ghi rõ ông có bao nhiêu bà vợ cả lẫn vợ lẽ, chỉ xác định có 2 người.

1. Thuận Thiên Công chúa, Lý thị, tên húy là "Oanh" (莹), công chúa lớn nhất của Lý Huệ Tông Lý Hạo Sảm và Linh Từ quốc mẫu. Sau sự kiện năm Đinh Dậu thì trở thành Hoàng hậu của Trần Thái Tông. Là mẹ sinh Trần Thánh Tông.
2. Thiện Đạo Quốc mẫu (善道國母), Trần thị,tên húy là "Nguyệt" (月)[11].Bà là nguyên phối của Trần Liễu,khi chồng được ban hôn với Thuận Thiên Công chúa thì giáng làm thiếp. Thuận Thiên trở thành Hoàng hậu thì Thiện Đạo trở lại làm chính thất. Sau khi chồng mất thì bà xuất gia với pháp hiệu Diệu Hương (丟香).[14]

- Hậu duệ: Ông có ít nhất 5 người con đã được xác định danh tính.

1. Trần Tung (陳嵩), hiệu Tuệ Trung Thượng sĩ (慧中上士). Mẹ không rõ, thường được cho là Thiện Đạo Quốc mẫu[chú thích 10].
2. Trần Doãn (陳尹), hiệu Vũ Thành vương (武成王), mẹ là Thuận Thiên Công chúa. Năm Bính Thìn (1256), sau khi Thuận Thiên qua đời, cảm thấy bị thất thế nên Trần Doãn đem cả nhà qua nhà Tống thì bị bắt lại.
3. Trần Quốc Tuấn (陳國峻), hiệu Hưng Đạo vương (興道王). Mẹ không rõ, thường được cho là Thiện Đạo Quốc mẫu. Vợ là Thiên Thành Công chúa,có hai con gái là Khâm Từ Bảo Thánh Hoàng hậu Trần Thị Trinh cùng Tuyên Từ Hoàng hậu Trần Thị Tĩnh,đều là vợ của Trần Nhân Tông Trần Khâm. Có một con trai thứ, tức Hưng Nhượng vương Trần Quốc Tảng, người sinh ra Bảo Từ Thuận Thánh Hoàng hậu Trần Thị Phùng- vợ cả của Trần Anh Tông Trần Thuyên.
4. Trần Quốc Khang (陳國康), hiệu Tĩnh Quốc Đại vương (靖國大王), mẹ là Thuận Thiên Công chúa. Sau sự kiện Đinh Dậu thì trở thành con trai cả của Trần Thái Tông. Được ban cho quản lý đất Diễn Châu, các con thứ đều là người Diễn Châu và chia nhau ra làm chức quan trị hạt tại đấy[15].
5. Nguyên Thánh Thiên Cảm Hoàng hậu, húy là Thiều (韶), lại có húy là Hâm (歆), con gái thứ 5, mẹ không rõ. Về sau trở thành hoàng hậu của Trần Thánh Tông Trần Hoảng, đồng thời là mẹ đẻ của Trần Nhân Tông.
6. Ngoài ra còn ít nhất 4 người con gái, cũng có thể còn nhiều con trai khác.

## Xem Thêm
- Nhà Trần
- Nhà Lý
- Lý Huệ Tông
- Trần Thái Tông
- Trần Thừa
- Trần Tự Khánh